# La Unión (Espanha)
La Unión é um município da Espanha na província e comunidade autónoma de Múrcia. Tem 24,6 km² de área e em 2021 tinha 20 536 habitantes (densidade: 834,8 hab./km²).

## Demografia
| Variação demográfica do município entre 1991 e 2004 | Variação demográfica do município entre 1991 e 2004 | Variação demográfica do município entre 1991 e 2004 | Variação demográfica do município entre 1991 e 2004 |
| --------------------------------------------------- | --------------------------------------------------- | --------------------------------------------------- | --------------------------------------------------- |
| 1991                                                | 1996                                                | 2001                                                | 2004                                                |
| 13940                                               | 14046                                               | 14541                                               | 15287                                               |